# Сырицы
Сырицы — деревня в Демидовском районе Смоленской области России. Входит в состав Титовщинского сельского поселения. Население — 45 жителей (2007 год). 
Расположена в северо-западной части области в 4 км к западу от Демидова, в 1,5 км западнее автодороги Р133 Смоленск — Невель, на берегу реки Черебесна. В 47 км южнее деревни расположена железнодорожная станция Поселковая на линии Смоленск — Витебск. 

## История
В годы Великой Отечественной войны деревня была оккупирована гитлеровскими войсками в июле 1941 года, освобождена в сентябре 1943 года.
В деревне Сырицы родился Герой Советского Союза Хренов, Петр Дмитриевич.